# جائزة نوبل للسلام 2008
جائزة نوبل للسلام لعام 2008  منحت لرئيس فنلندا مارتي أهتيساري الحاكم بين فترتي (2000-1994) «لجهوده الهامة، في عدة قارات وعلى مدى أكثر من ثلاثة عقود، لحل النزاعات الدولية». تم الإعلان عن الحائز على جائزة نوبل للسلام لعام 2008 في المؤتمر الصحفي الذي عقد في أوسلو، النرويج في 10 أكتوبر 2008.

## ردود أفعال
تعرض قرار اللجنة لانتقادات شديدة في صربيا، بسبب دور أهتيساري في عملية تحديد وضع كوسوفو (رفضت حكومة صربيا خطة أهتيساري لأنها ستضمن الاستقلال الفعلي لكوسوفو). من ناحية أخرى، حظي قرار اللجنة بالإشادة بالألبان الذين يعيشون في النرويج والذين سلموا به في 10 ديسمبر في أوسلو، من خلال التلويح بأعلام ألبانيا وكوسوفو.